# Stolen Honor
Stolen Honor è un film muto del 1918 diretto da Richard S. Stanton.

## Trama
Virginia Lake, pupilla dell'assistente del Segretario di Stato Richard Belfield, è innamorata del capitano Robert Macklin ma, volendo continuare la sua carriera di pittrice, mostra indifferenza per lui. La contessa italiana Collona spera di conquistare Robert e, per questo motivo, chiede l'aiuto di Conte, un suo connazionale che dovrebbe liberarla della pericolosa rivale, inchiodando Virginia per il furto di un pregevole quadro del quale il governo italiano le ha permesso di fare una copia.
Intanto, Belfield sposa Betty, un'amica della sua pupilla. Ma gli affari di stato gli fanno trascurare la giovane moglie che, annoiata, si fa prima corteggiare da Paul Hollister per poi decidere di fuggire con lui. Virginia, venendo a sapere della fuga, rintraccia l'amica, convincendola a tornare a casa. Proprio durante la sua assenza, il quadro viene rubato e Conte lo sostituisce con la copia dipinta da Virginia. Dovendo fornire un alibi, la giovane donna metterebbe in mezzo Betty che sarebbe così disonorata. Virginia, allora, decide di tacere, accettando di accollarsi la colpa del furto. Ma non rinuncia a indagare sul vero colpevole. Scopre che i veri ladri sono la contessa Collona e il conte: riuscendo a farli confessare, il suo nome è liberato da ogni macchia. Virginia adesso si arrende ai suoi sentimenti e accetta di sposare Robert.

## Produzione
Il film fu prodotto dalla Fox Film Corporation (come A Fox Special Feature).

## Distribuzione
Distribuito dalla Fox Film Corporation, il film uscì nelle sale cinematografiche statunitensi il 6 gennaio 1918.